# Chichimilá
Chichimila är en ort i Mexiko.   Den ligger i kommunen Chichimilá och delstaten Yucatán, i den östra delen av landet, 1 100 km öster om huvudstaden Mexico City. Chichimila ligger 26 meter över havet och antalet invånare är 4 693.
Terrängen runt Chichimila är mycket platt. Runt Chichimila är det ganska tätbefolkat, med 75 invånare per kvadratkilometer. Närmaste större samhälle är Valladolid, 6,5 km norr om Chichimila. I omgivningarna runt Chichimila växer i huvudsak städsegrön lövskog.